# Honda Ballade
Honda Ballade (яп. ホンダ・バラード, хепбёрн Honda Barādo) — субкомпактный автомобиль, выпускавшийся с 1980 по 2000 год японской компанией Honda.

## Первое поколение
Производство автомобилей Honda Ballade первого поколения началось в сентябре 1980 года. Название Ballade произошло от слова ballade, что в переводе со французского означает «баллада».
- 1982—1983 Honda Civic — прародитель Honda Ballade
- Первое поколение Ballade

## Второе поколение
Производство автомобилей Honda Ballade второго поколения началось в 1985 году. Топовая модель — EX-i — оснащалась атмосферным 12-клапанным двигателем объёмом 1,5 л с системой многоточечного впрыска топлива PGM-FI, который развивал мощность 75 кВт (100 л. с.). Другие особенности EXi — электрические стеклоподъёмники, боковые зеркала с электроприводом и подогревом, металлическая окраска, вентилируемые передние дисковые тормоза и рулевое управление с гидроусилителем. Модели с более низкими характеристиками оснащались карбюраторным двигателем мощностью 63 кВт (85 л. с.).

В сентябре 1987 года в Японии преемником Ballade стал Concerto, однако до 2000 года Ballade продолжал продаваться в ЮАР. 
- 1988 Honda Ballade EX Auto
- 1988 Honda Ballade EX Auto
- 1988 Honda Ballade EX
- 1988 Honda Ballade EXi
- Вид сзади

## CR-X
- Honda Ballade Sports CR-X
- Вид сзади
- Honda Ballade Sports CR-X 1.5i
- Вид сзади

## Интересные факты
- С марта 2011 года на южноафриканском рынке Honda City продаётся под названием Honda Ballade[16][17][18].